# پرواز ۵۰۱۷ ایر الجزیره
پرواز ۵۰۱۷ ایر الجزیره یک پرواز بین‌المللی مسافربری برنامه‌ریزی شده از اواگادوگو، بورکینافاسو، به الجزایر، الجزایر بود که در ۲۴ ژوئیه ۲۰۱۴ در نزدیکی گوسی، مالی سقوط کرد. جت دوقلوی مک دانل داگلاس MD-83 با ۱۱۰ مسافر و ۶ خدمه، که توسط سوئیفت ایر برای ایر الجزیره اداره می‌شد، حدود ۵۰ دقیقه پس از بلند شدن از رادار ناپدید شد.
دفتر تحقیقات و تجزیه و تحلیل فرانسه برای ایمنی هوانوردی غیرنظامی (BEA) که به مقامات کشور مالی کمک می‌کند، در آوریل ۲۰۱۶ گزارش تحقیقی را منتشر کرد و به این نتیجه رسید که در حالی که هواپیما با خلبان خودکار در حال پرواز بود، تجمع یخ روی موتورها باعث کاهش نیروی رانش شد. سقوط پرواز ۵۰۱۷ مرگبارترین حادثه در تاریخ هوانوردی مالی است.